# Петралона (станція метро)
«Петралона» (грец. Πετράλωνα) — станція Афіно-Пірейської залізниці Афінського метрополітенуі . Розташована за 7,016 км від станції метро «Пірей». Свою назву станція отримала від району Петралона, в якому вона розташована.
Станція відкрита 22 листопада 1954 року. У 2004 році, перед відкриттям літніх Олімпійських ігор 2004 року, станція була реконструйована.